# Фийоль Гранель, Антонио
Антонио Фийоль Гранель (исп. Antonio Fillol Granell; 3 января 1870[…], Валенсия — 15 августа 1930, Кастельново) — испанский художник, основные вехи жизни и творчества которого связаны с Валенсией.

## Биография
Антонио Фийоль родился в Валенсии. Он был сыном владельца небольшого обувного магазина. Подростком Антонио помогал отцу в его работе а свободное время посвящал, в основном, рисованию. В конце концов, его родители согласились, хотя и неохотно, позволить ему поступить в валенсийскую Академию изящных искусств Сан-Карлос, которую он позднее с успехом окончил.
На Всемирной выставке в Барселоне в 1888 году молодой художник за выставленные картины получил от жюри приз в размере 500 песет, что, кажется, примирило его семью с выбранной им карьерой.
В 1895 году одна из картин Антонио Фийоля получила золотую медаль на Национальной выставке изящных искусств. На выставке 1897 года он представил картину, изображающую сцену из жизни проституток в контексте нищеты и обездоленности «уличных женщин». Картина подверглась шквалу критики со стороны консервативно настроенной публики и газет, но была поддержана такими значительными деятелями культуры, как Бенито Перес Гальдос и Висенте Бласко Ибаньес.
В 1903 году региональное правительство Валенсии выделило художнику грант для образовательной поездки во Францию и Италию. Позднее он стал профессором  Академии изящных искусств Сан-Карлос, которую сам окончил, и где продвигал многочисленные реформы в сфере преподавания, и президентом «Общества изящных искусств Валенсии», одним из членов которого был Хоакин Соролья. В этом качестве Фийоль нередко оказывал помощь и содействие местным художникам, а в 1908 году был одним из организаторов валенсийской Региональной художественной выставки. Работы Фийоля по искусствоведению печатались в журнале «El Radical Diario Republicano» Бласко Ибаньеса. Антонио Фийоль Гранель скончался в Кастельново в возрасте 60 лет. Его работы хранятся в коллекциях музея изящных искусств Валенсии, музея Прадо в Мадриде и ряда других.

## Галерея

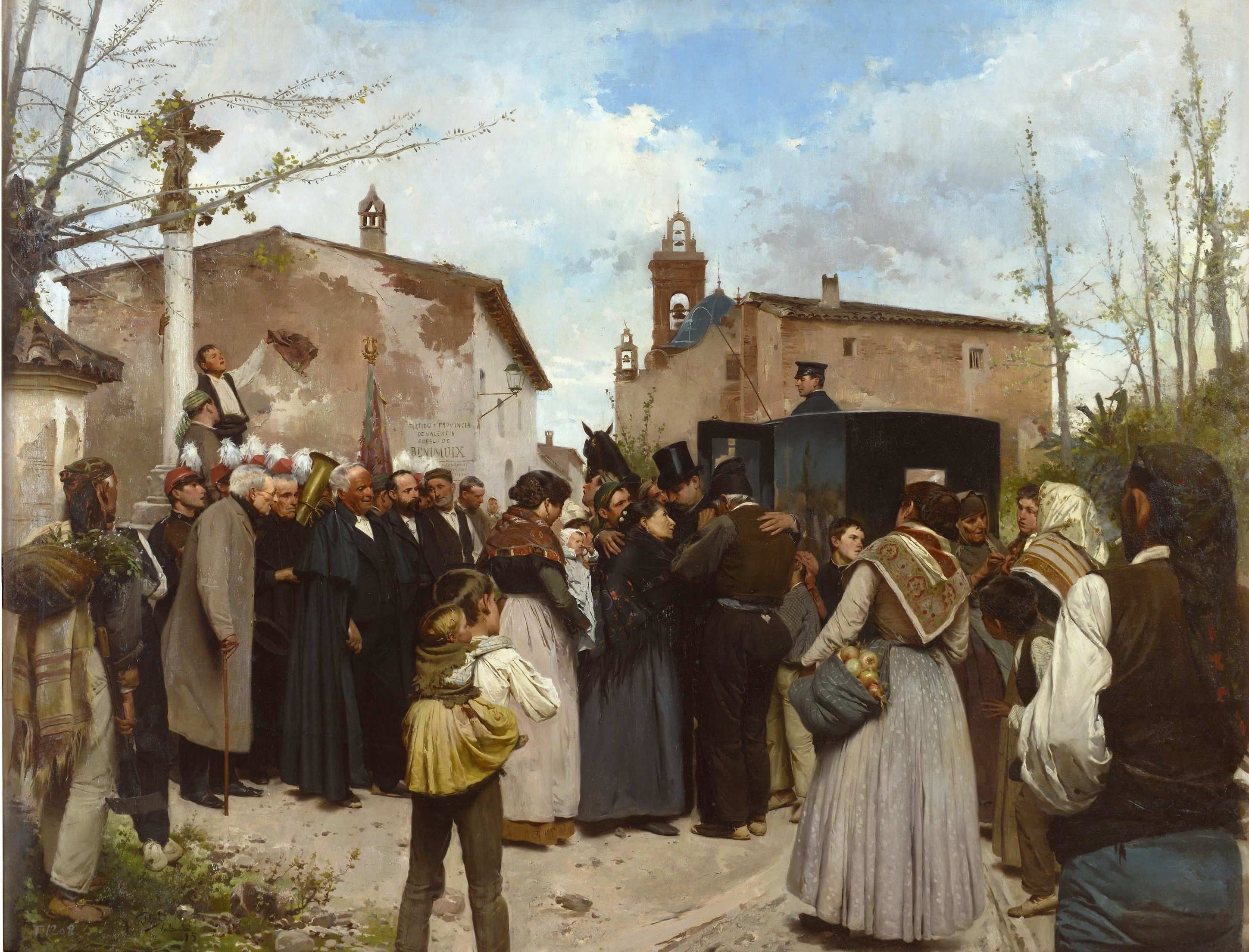
Земная слава, 1895, Музей Прадо, Мадрид.
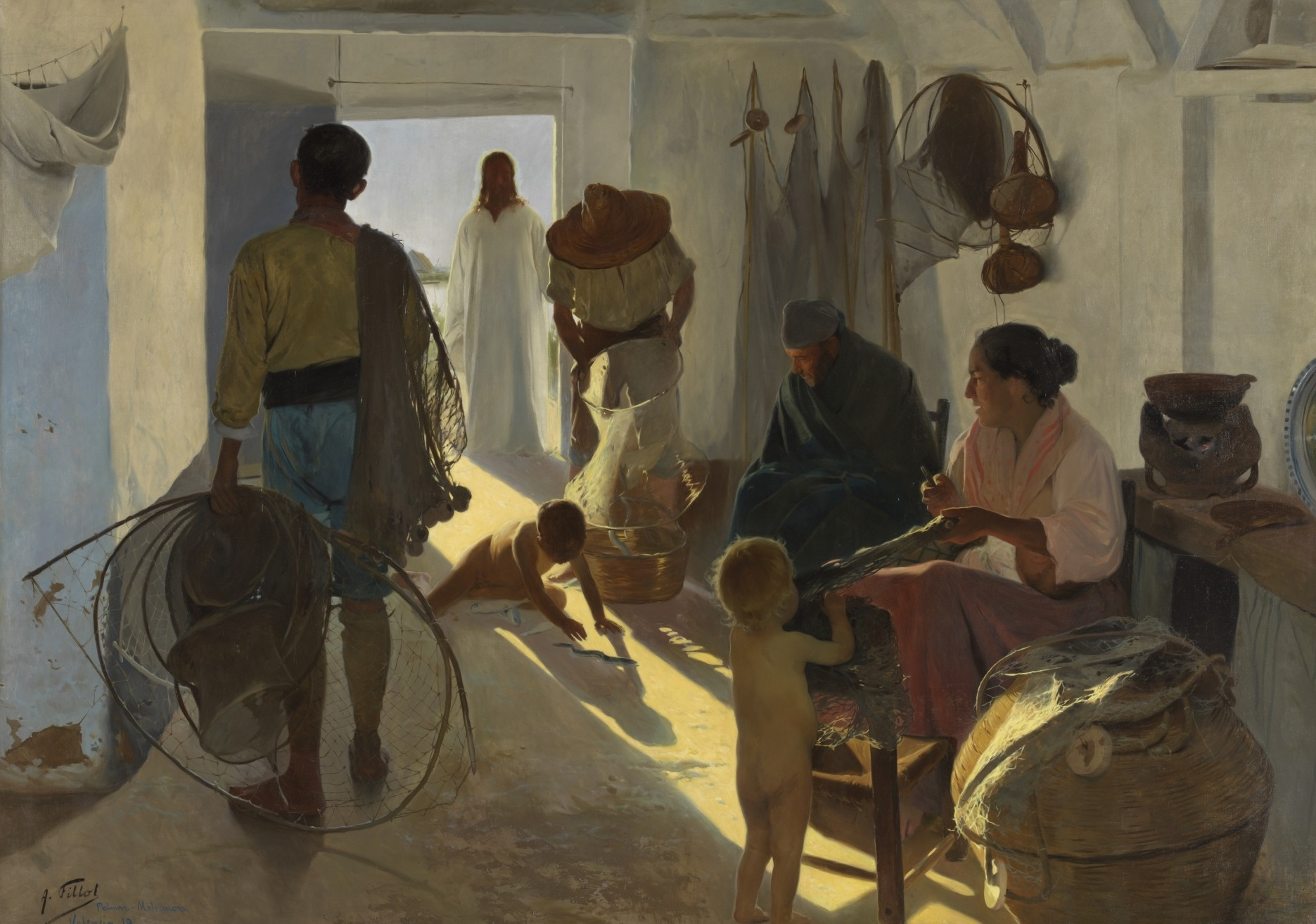
Друзья Иисуса, 1900, Музей Прадо, Мадрид.
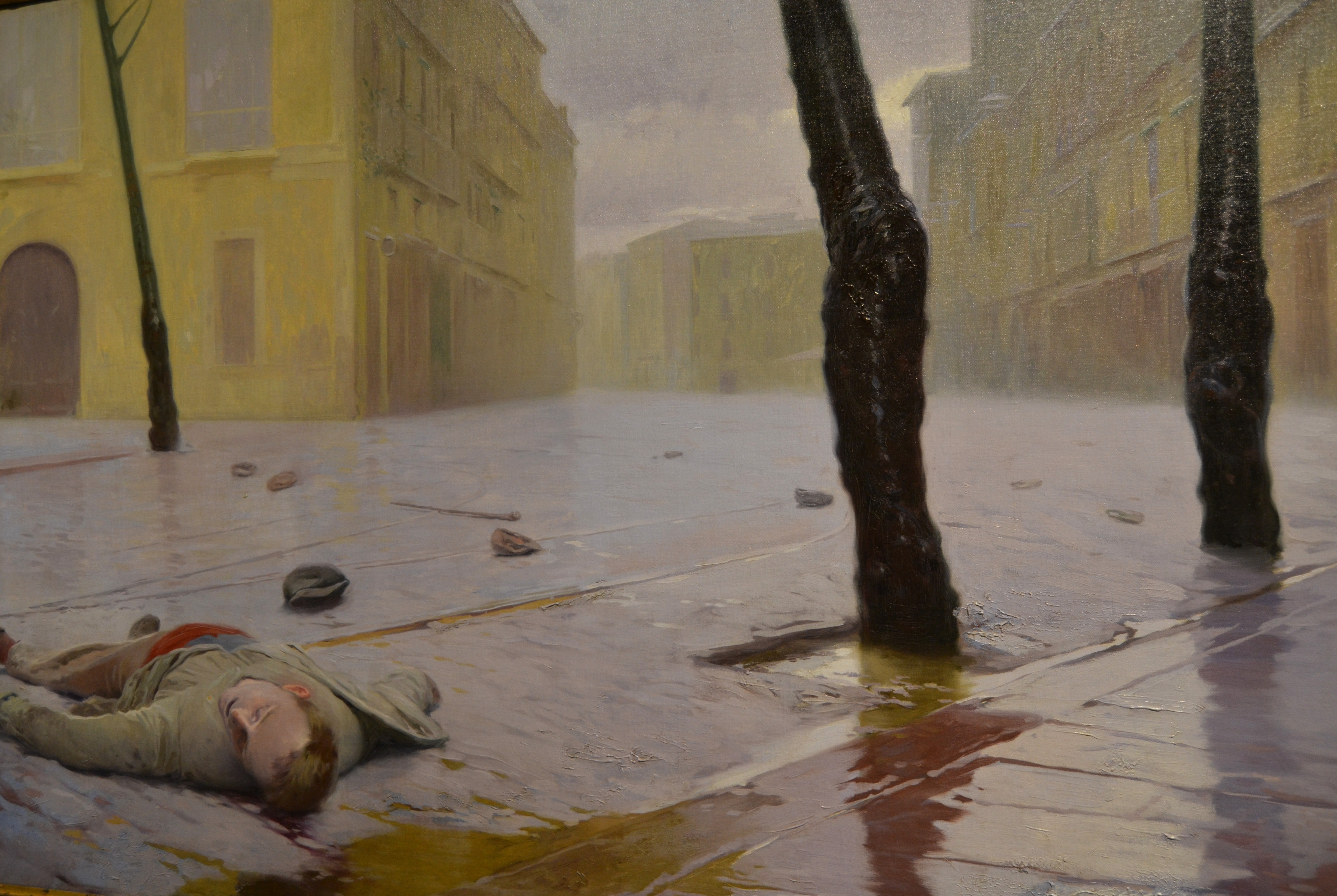
После боя, 1904, Музей изящных искусств Валенсии.
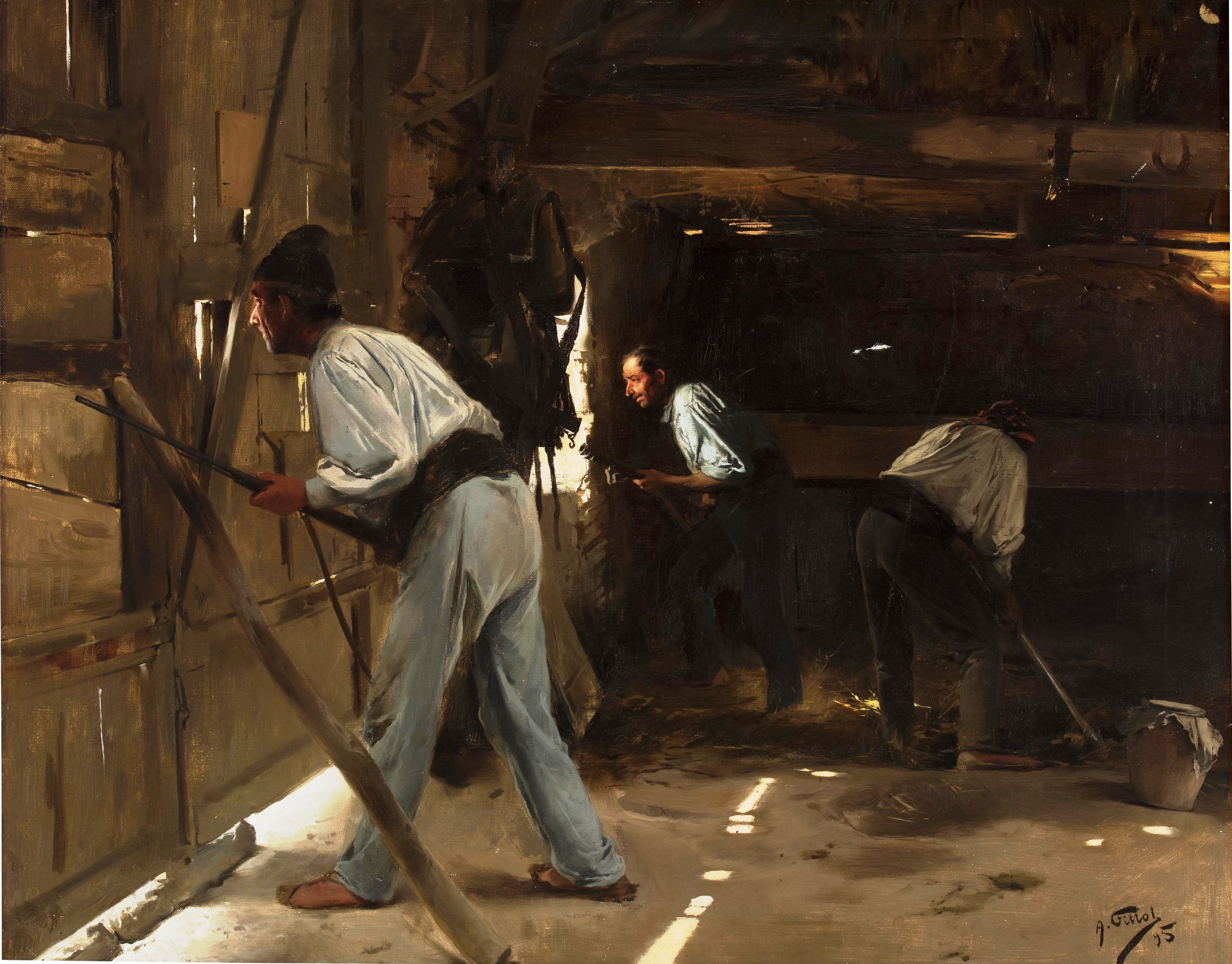
Оборона хижины, ок. 1895, Музей Прадо, Мадрид.